# Rait (Perth and Kinross)

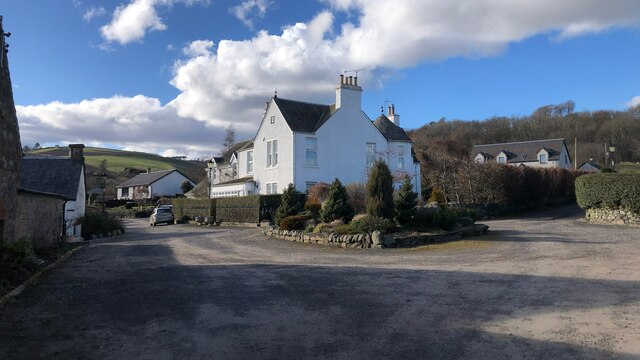
Im Ortskern von Rait

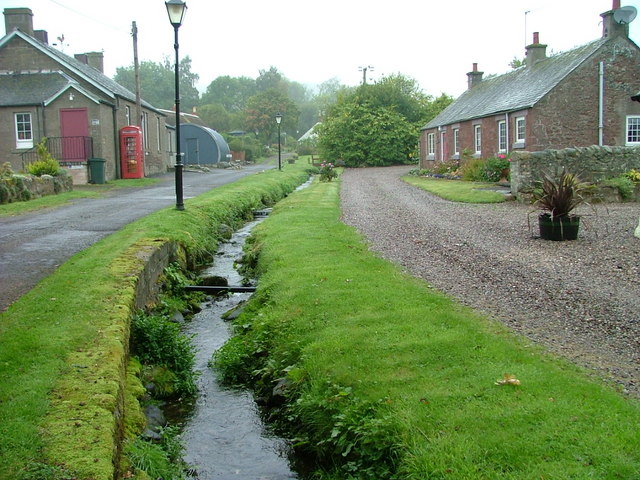
Der Bach von Rait

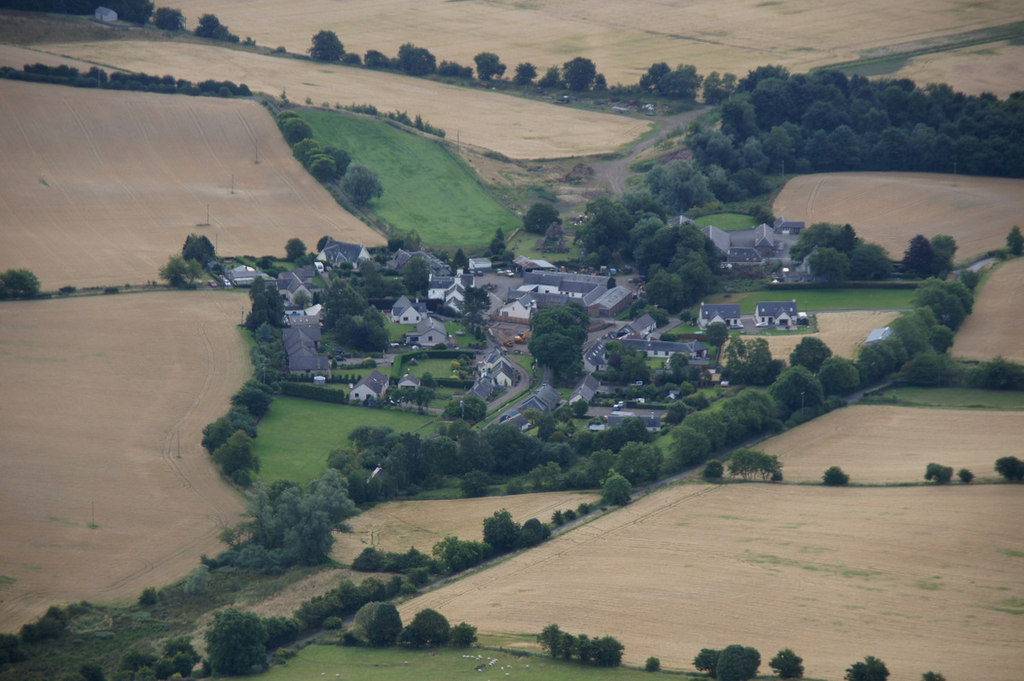
Rait aus der Luft

Rait ist eine Ortschaft, die im Norden von Schottland zwischen Perth im Westen und Dundee im Osten in der Council Area Perth and Kinross liegt. Im Rahmen der historischen Gliederung Schottlands in Civil Parishes zählt es zu Kilspindie, das zu Perthshire gehörte.

## Geographie
Rait liegt am südöstlichen Rand der Braes of the Carse, die die Vorberge der Sidlaw Hills bilden. Der aus ihnen, im Tal Glen of Rait, herauskommende Bach Rait Burn fließt weiter in die angrenzende Ebene. Über den Zwischenschritt des Grange Pow gelangt sein Wasser in den Tay. Orte in der Nähe sind Kilspindie im Südwesten und Kinnaird im Nordosten.

## Historisch Bedeutsames
In Rait finden sich mehrere Bauwerke, die als Listed Building in unterschiedlichen Kategorien unter Denkmalschutz stehen.
Es sind die Old Burnside Cottages, das Weavers Cottage, das Postamtsgebäude, der Friedhof Alte Friedhof, das Rait Farmhouse sowie die Häuser The Sheiling, Braehead, Cruikies Nook und Fernbank.
Hinzu kommen die Kirche Parish Church of Rait, das Fort of Rait Hill, sowie die Souterrains of Rait. Da von ihnen nur noch wenige Überreste vorhanden sind, wurden sie als Scheduled Monuments ausgewiesen.